# Uruguai nos Jogos Pan-Americanos de 1987
O Uruguai competiu na 10º edição dos Jogos Pan-Americanos, realizados na cidade de Indianápolis, nos Estados Unidos. Conquistou seis medalhas nesta edição. 